# 브레비아타 아나테마
브레비아타 아나테마(Breviata anathema)는 단세포 원생생물의 일종이다. 미토콘드리아가 없지만, 고아메바류의 엔트아메바속(Entamoeba)과 왜소아메바속(Endolimax)의 무미토콘드리아체(amitochondiate) 아메바와는 많은 차이가 있다.